# Lygranoa
Lygranoa là một chi bướm đêm thuộc họ Geometridae.